# Асі (телесеріал)
«Асі» (тур. Asi) — турецька романтична драма, створена Sis Yapım. Прем'єра відбулася 26 жовтня 2007 року. В Україні прем'єра відбулася 6 січня 2014 року на 1+1.

## Сюжет серіалу
Сім'я Козчуоглу поколіннями живе на своїй землі в Хатаї. Власник ферми Іхсан Козчуоглу і його дочка Асі присвячують своє життя підтримці своїх ферм. Їх життя змінюється, коли Демір Доган приїжджає в місто як успішний бізнесмен. Мати Деміра, Еміне і його тітка Сюхейла багато років тому працювали на фермі Козчуоглу. Еміне покінчила життя самогубством, стрибнувши в річку. Інтерес і стосунки Деміра з Асі будуть випробовуватися новими викликами в кожному епізоді, оскільки його тітка і сестра Мелек не будуть сидіти склавши руки.

## Актори
- Туба Бюйюкюстюн — Асіє «Асі» Козчуоглу
- Мурат Їлдирим — Демір Доган
- Сельма Ерґеч — Дефне Козчуоглу
- Четін Текіндор — Іхсан Козчуоглу
- Нур Сюрер — Неріман Козчуоглу
- Джемаль Хунал — Керім Акбар
- Асліхан Гюнер — Гонджа Козчуоглу
- Тулай Гюнал — Сухейла
- Еліф Сонмез — Мелек Доган
- Тунджел Куртіс — Джемаль Ага

## Український дубляж
Українською мовою серіал дубльовано студією «1+1» у 2013—2014 роках.

### Ролі дублювали
- Юлія Перенчук — Асі
- Андрій Твердак — Демір
- Олена Яблучна — Дефне
- Михайло Жонін — Ісхан
- Лідія Муращенко — Неріман
- Дмитро Завадський — Керім
- Юрій Висоцький — Джемаль Ага

## Трансляція в Україні
| День тижня                                    | Телеканал | Час   | Сезон                                           | Дата трансляції          |
| --------------------------------------------- | --------- | ----- | ----------------------------------------------- | ------------------------ |
| Понеділок, Вівторок, Середа, Четвер, П'ятниця | 1+1       | 17:10 | Усі серії                                       | 6 січня — 4 квітня 2014  |
| Понеділок, Вівторок, Середа, Четвер, П'ятниця | 1+1       | 11:00 | Після перших чотирьох серій показ було зупинено | 5 травня — 8 травня 2015 |